# Datan, Anhui
Datan är en socken i östra Kina. Den ligger i Qimen härad i staden Huangshan i provinsen Anhui, omkring 220 kilometer söder om provinshuvudstaden Hefei. Antalet invånare är 3 478. Befolkningen består av 1 735 kvinnor och 1 743 män. Barn under 15 år utgör 16,0 %, vuxna 15-64 år 73 %, och äldre över 65 år 10,0 %.